# Davide Oliveri
Davide Oliveri (Catania, 12 settembre 1967) è un batterista italiano, già membro degli Uzeda.

## Biografia

### Studi e prime band
All'età di undici anni inizia a studiare solfeggio ritmico con il maestro Pino Minuta, timpanista dell'orchestra del teatro Massimo Bellini di Catania. Contemporaneamente studia batteria con il jazzista Seba Squillaci e all'età di quattordici anni fonda la sua prima rockband. Di questo primo periodo va menzionato il gruppo Markocurioso con cui Oliveri produce una demo intitolata Isolamento e partecipa alla compilazione "Studio City Rock Compilation" (P.D.R. Recording Studio, 1987).

### 1987-1998: Davide Oliveri e gli Uzeda
Nel 1987 nascono gli Uzeda e saranno anni di successi discografici nell'ambito del panorama indipendente internazionale. Nel 1993 e nel 1996 gli Uzeda eseguono due concerti per la BBC Radio nell'ambito delle registrazioni di John Peel denominate appunto John Peel Session. Dalla prima session è stato pubblicato un disco per Strange Fruit uscito nel 1994 denominato appunto Peel Session.
Dal 1994 è sotto contratto insieme agli Uzeda della prestigiosa etichetta discografica statunitense Touch & Go Records. Con gli Uzeda ha all'attivo centinaia di concerti in tutto il mondo.

### 2000-in poi: nuove collaborazioni
Nel 2002 inizia a comporre insieme ad altri musicisti l'album Aria di Gianna Nannini e la colonna sonora del cartone animato Momo alla conquista del tempo del regista Enzo D'Alò. La collaborazione con la Nannini prosegue con il lavoro Pia come la canto io del 2007 e nel 2009 come coautore del singolo Attimo raggiungendo il primo posto in classifica singoli Italia 2009. Nello stesso periodo collabora all'album di Franco Battiato Il vuoto.
Nel 2011 è coproduttore dell'album Chiavedivolta della cantautrice Agata Lo Certo. Nello stesso periodo, oltre a frequentare la scuola Émile Jaques-Dalcroze, è impegnato alla composizione del nuovo album degli Uzeda. Nel 2014 è cofondatore del trio Unfired But Exploded esordendo per iArt al centro culturale Zo di Catania con lo spettacolo Rizòmata: musica e video ispirati ai 4 elementi. Nel maggio del 2018 debutta al centro culturale Zo di Catania per la rassegna Partiture Maia - una colonna sonora per un film non scritto - Maia si è avvalsa della coproduzione di Luca Pulvirenti Mammasonica per la parte video e di Riccardo Samperi per la parte audio multicananale.

## Discografia

### Con gli Uzeda
Album in studio
- 1989 - Out of Colours
- 1993 - Waters
- 1998 - Different Section Wires
- 2006 - Stella
- 2019 - Quocumque jeceris stabit

EP
- 1994 - The Peel Sessions
- 1995 - 4

### Con Gianna Nannini
Album in studio
- 2002 - Aria
- 2007 - Pia come la canto io

Singoli ed EP
- 2009 - Attimo

### Con Franco Battiato
- 2009 - Il vuoto

### Con Agata Lo Certo
- 2011 - Chiavedivolta